# Hetlingen

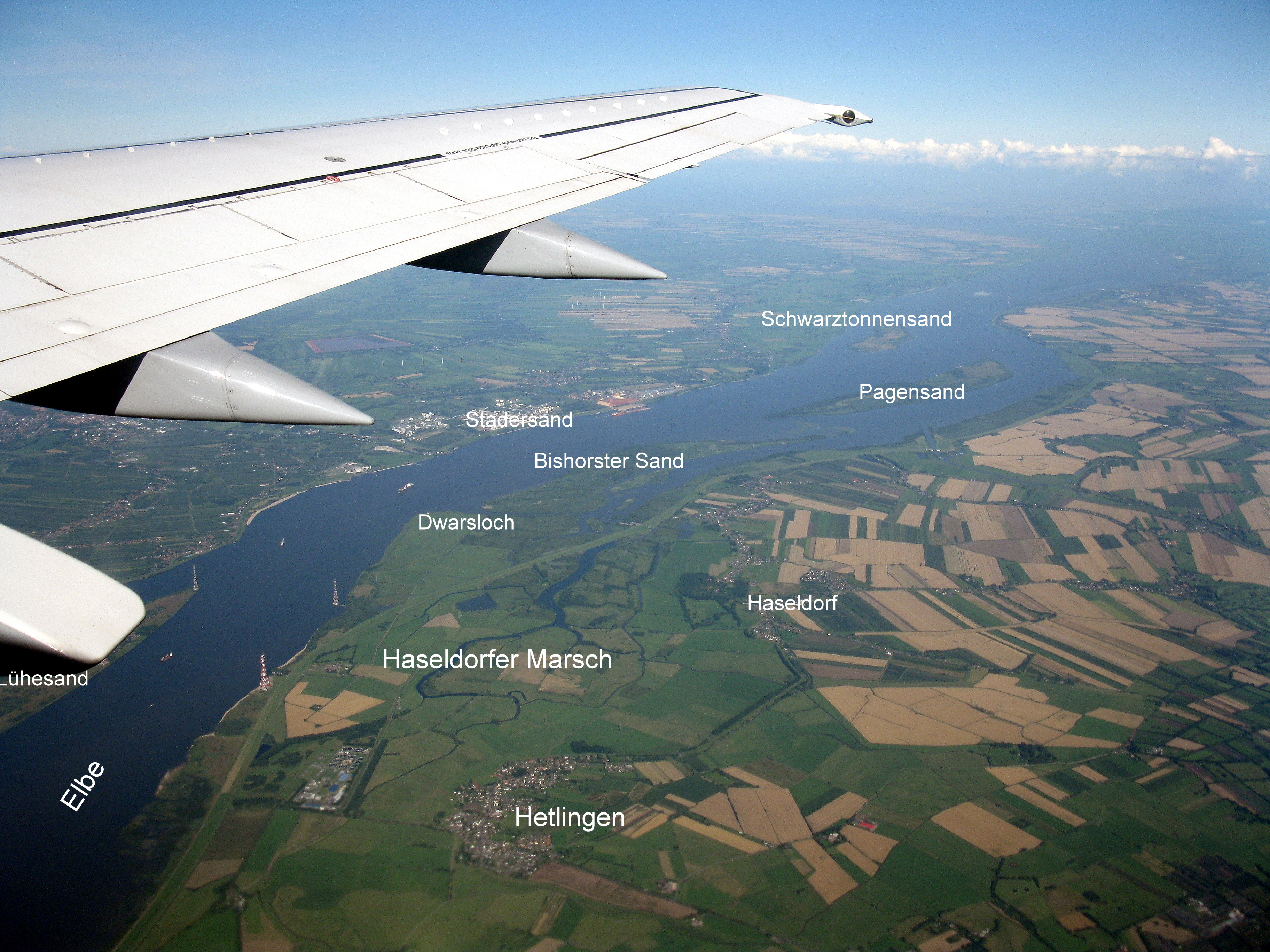
Hetlingen und die Haseldorfer Marsch

Hetlingen (niederdeutsch Hetl’n) ist eine Gemeinde im Kreis Pinneberg in Schleswig-Holstein und gilt als Bandreißerdorf in der Haseldorfer Marsch.

## Geografie und Verkehr
Hetlingen liegt etwa sieben Kilometer nordwestlich von Wedel direkt am Landesschutzdeich an der Elbe in der Haseldorfer Marsch. Östlich verläuft die Bundesstraße 431 von Wedel über Uetersen nach Elmshorn.
Hetlingen ist durch die Landesstraße 261 mit den Gemeinden Holm und Haseldorf verbunden. Es besteht eine Buslinie im Hamburger Verkehrsverbund (HVV) nach Wedel und Uetersen. Zu Hetlingen gehören auch die Hetlinger Schanze, Giesensand, Idenburg und Julssand, sowie das Hetlinger Moor, das sich auf dem Gebiet der Holmer Sandberge befindet.

## Geschichte
Die Geesthügel Hetlingen (heute die Straße Cranz) und Eckhorst (früher auch Jchhorst genannt) waren seit der sächsischen Zeit durchgehend besiedelt. Sie boten sich als Siedlungsplatz an, da die Marsch bis zur Eindeichung 1709 stets von Sturmfluten und Hochwasser bedroht war. Später kam noch der Ortsteil Freiheit hinzu, dessen Name Mitte der 50er Jahre wieder verschwand, als die ersten Straßennamen entstanden.
Hetlingen wurde 1239 erstmals urkundlich erwähnt. Der Name des Ortes stammt vermutlich von einer früher wohnenden Sippe mit Namen Hetilo ab.
Im Jahre 1873 gliederte man den Meierhof Idenburg ein. Idenburg wurde erstmals 1650 in einer Urkunde von Detlev von Ahlefeld erwähnt, in der er den Hof nach seiner Frau Ida benannte. 1878 kam die ehemalige Insel Giesensand noch hinzu.
1916 wurde ein Sandweg zwischen Haseldorf und Hetlingen angelegt, der 1952 zu einer befestigten Straße ausgebaut wurde.
Im Jahr 1928 wurde schließlich auch der aufgelösten Gutsbezirk Hetlinger Schanze mit Julssand und die Domänen Hetlinger Schanzensand und Twielenfleter Sand in den Ort eingemeindet.

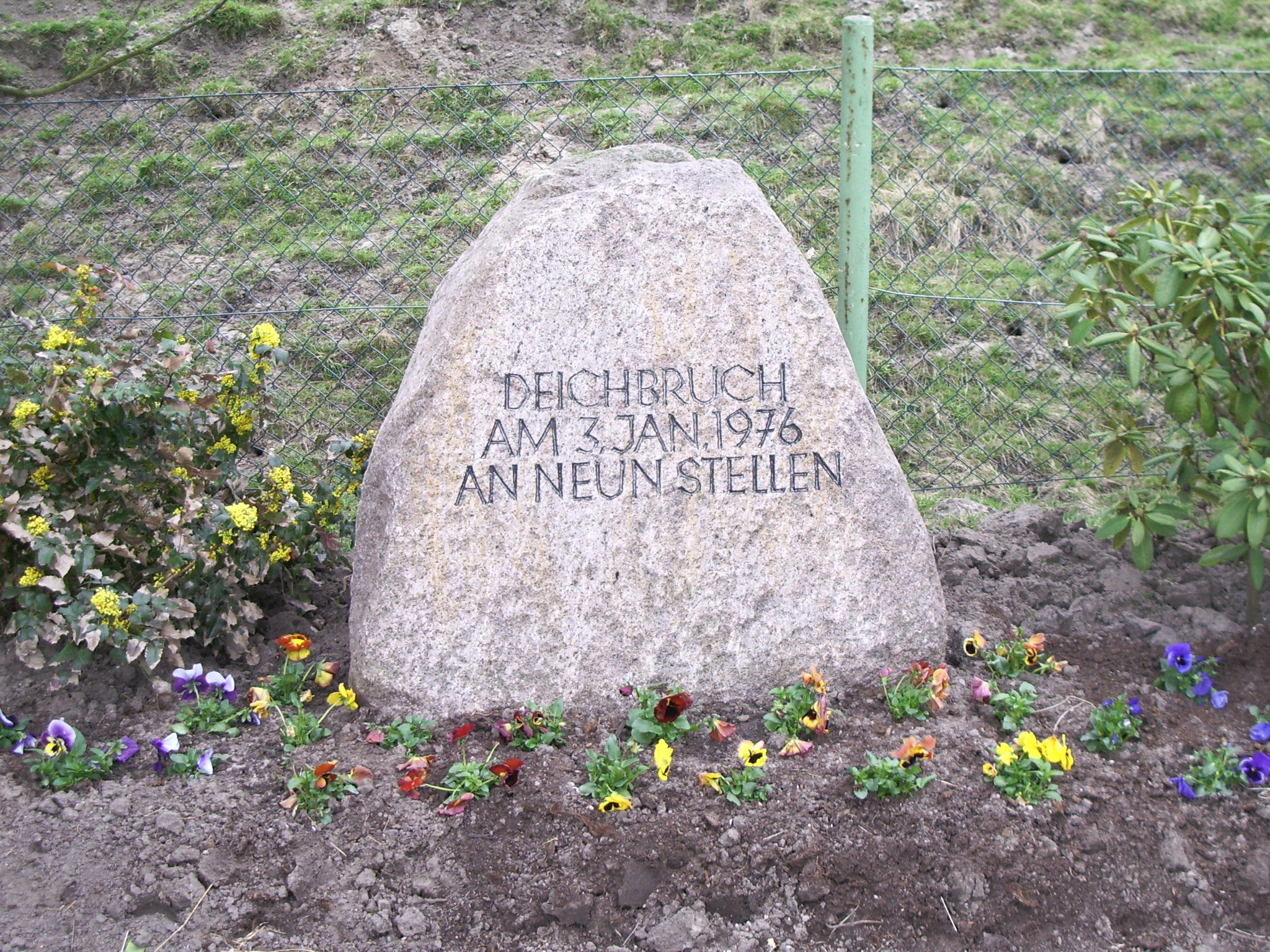
Gedenkstein zum Deichbruch

Am 3. Januar 1976 wurde aufgrund eines Deichbruchs bei Hetlingen die gesamte Haseldorfer Marsch bei einer schweren Sturmflut überflutet. Es entstand ein Sachschaden in dreistelliger Millionenhöhe. Wie durch ein Wunder kam kein Mensch zu Tode.

### Hetlinger Schanze
König Christian V. errichtete 1659 eine Elbbefestigung, die Hetlinger Schanze. Sie wurde 1768 wieder aufgelöst.

### Bevölkerungsentwicklung
| Jahr          | Einwohnerzahl |
| ------------- | ------------- |
| 1939          | 0621          |
| 1961          | 0804          |
| 1970          | 0916          |
| 1987          | 1097          |
| 1997          | 1130          |
| 2007          | 1349          |
| 2011 (Zensus) | 1309          |
| 2015          | 1331          |

### Wirtschaft
In Hetlingen waren überwiegend Bandreißer tätig, die aus Weiden Fassreifen herstellten. Aber es gab auch viele landwirtschaftliche Betriebe, die unter anderem Obstanbau betrieben.

## Politik

### Gemeindevertretung
- FW: 8
- CDU: 5

Ergebnis der Kommunalwahl vom 14. Mai 2023:
| Partei                                | Prozent | Sitze |
| ------------------------------------- | ------- | ----- |
| CDU                                   | 40,1 %  | 5     |
| Freie Wahlgemeinschaft Hetlingen (FW) | 59,9 %  | 8     |

### Gemeindevorsteher und Bürgermeister

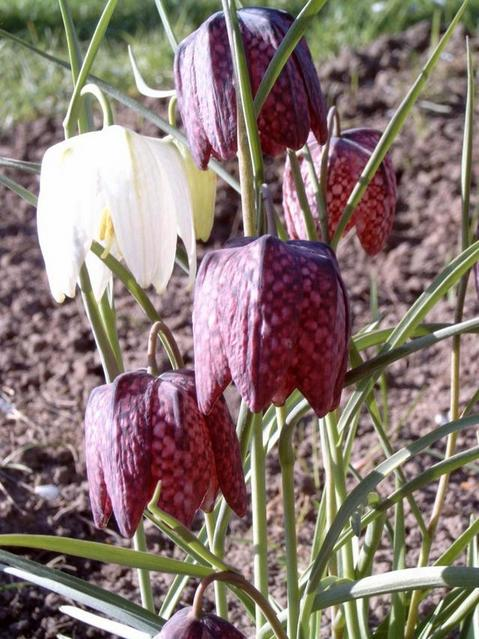
Schachblume

| Jahre     | Name                                           |
| --------- | ---------------------------------------------- |
| 1870–1880 | Peter Jürgs                                    |
| 1880–1884 | Jochim Jürgs, Kleinkätner                      |
| 1884–1890 | Otto Plüschau, Großkätner und Bandreißer       |
| 1890–1895 | Hermann Oeding, Bandreißer                     |
| 1895–1922 | Detlef Schölermann, Kleinkätner und Bandreißer |
| 1922–1923 | August Schulenburg, Bandreißer                 |
| 1923–1934 | Johann Plüschau, Bandreißer und Landwirt       |
| 1934–1945 | Peter Karp, Landwirt                           |
| 1945–1946 | Adolf Schwartau, Bauer                         |

| Jahre     | Name                                         |
| --------- | -------------------------------------------- |
| 1946–1948 | Heinrich Schwarz, Schiffer und Kohlenhändler |
| 1948–1960 | Wilhelm Plüschau, Landwirt                   |
| 1960–1970 | Hinrich Körner, Domänenpächter               |
| 1970–1980 | Hermann Reder, Maurermeister (SPD)           |
| 1980–1990 | Bernd Kroll, Technischer Angestellter (SPD)  |
| 1990–2005 | Klaus Groth, Landwirt (CDU)                  |
| 2005–2014 | Barbara Ostmeier, Volljuristin (CDU)         |
| 2014–2018 | Monika Riekhof, Kauffrau (CDU)               |
| seit 2018 | Michael Rahn, Journalist (FW)                |

### Wappen
Blasonierung: „Über erhöhtem blauen Wellenschildfuß, darin nebeneinander drei schräglinks gestellte, wachsende silberne Schachblumen mit rot-silbern geschachter Blüte, in Silber zwei grüne Kopfweiden nebeneinander.“

### Kinder- und Jugendbeirat
Seit Mai 2014 besteht in der Gemeinde ein Kinder- und Jugendbeirat.

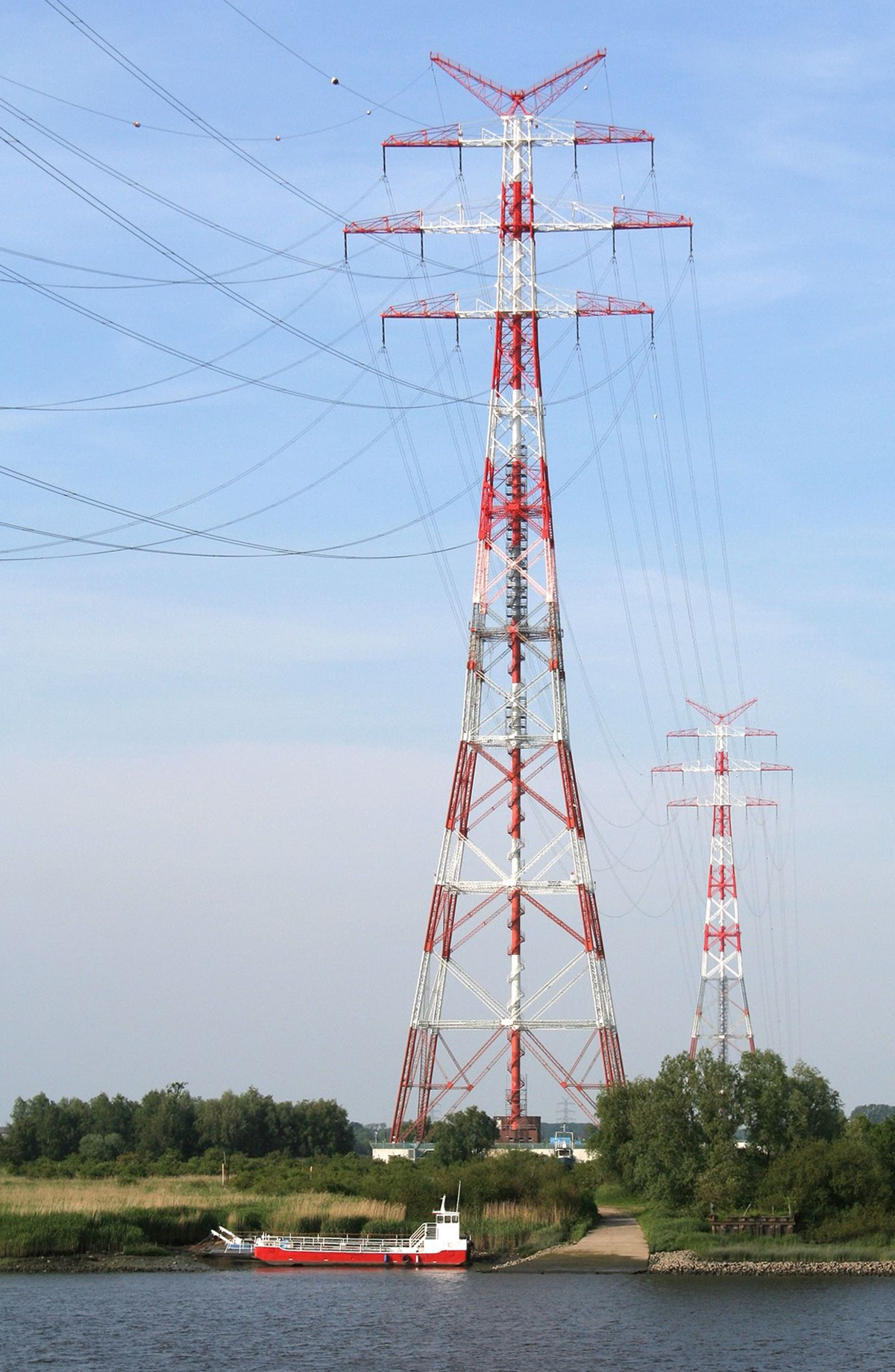
Elbekreuzung 2

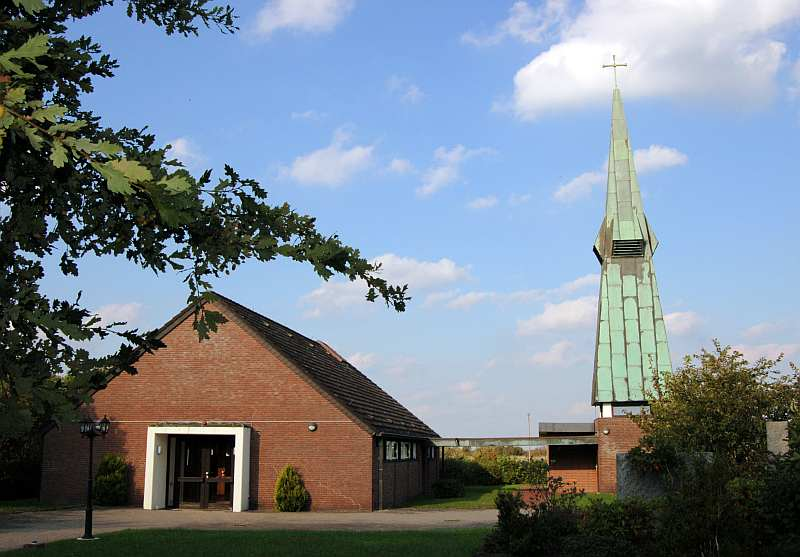
Kirche in Hetlingen

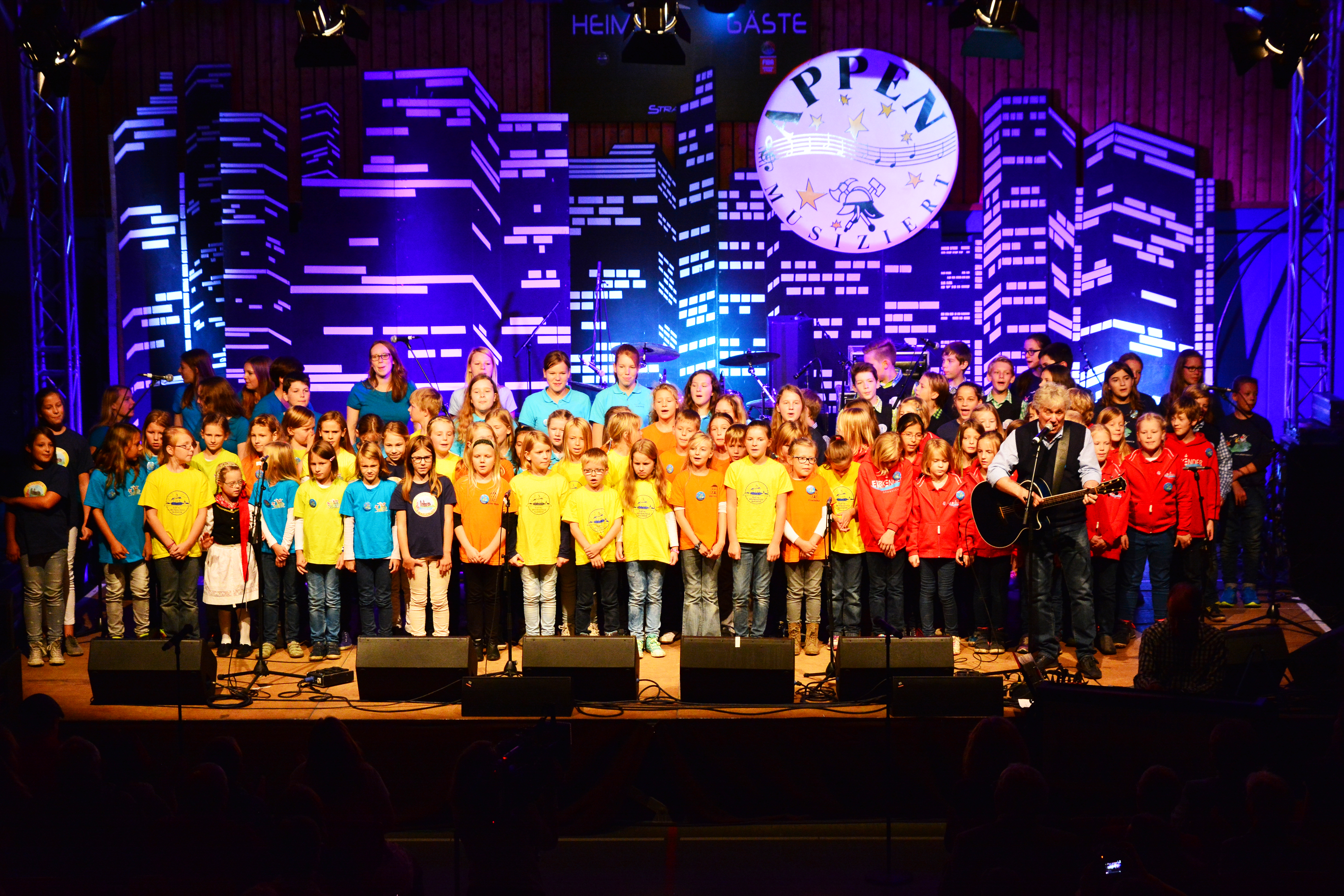
Der Elbkinderlandchor mit Rolf Zuckowski bei Appen musiziert 2015

## Wirtschaft
Im Gemeindegebiet befindet sich das größte Klärwerk Schleswig-Holsteins. Es entsorgt täglich rund 100.000 m³ Abwässer (740.000 Einwohnerwerte im Jahre 2004) von mehr als 450.000 Menschen und Industriebetrieben im Kreis Pinneberg, in Hamburg-West und in einigen Kommunen in den Kreisen Segeberg und Steinburg.
Trotzdem überwiegt eindeutig der landwirtschaftliche Charakter und die Gemeinde stellt auch ein bedeutendes Ziel für die Naherholung dar. Der nahe Strand an der Hetlinger Schanze zieht viele Gäste aus Hamburg und dem ganzen Kreis Pinneberg an.
Der Anschluss der Gasleitung vom geplanten LNG-Terminal in Brunsbüttel an das vorhandenen Gasleitungsnetz über die Leitungen ETL 126 und ETL 9198 im Bereich Hetlingen ist durch den Planfeststellungsbeschluss vom 22. März 2023 des Ministeriums für Energiewende, Klimaschutz, Umwelt und Natur des Landes Schleswig-Holstein festgestellt worden.

## Kirchengemeinde
Die Kapelle in Hetlingen liegt an der Hauptstraße. Sie gehört zur evangelisch-lutherischen Kirchengemeinde St. Gabriel Haseldorf-Hetlingen. Die Kapelle wurde 1971 geweiht. Bis dahin stand in Hetlingen kein Kirchengebäude.

## Wahrzeichen und Sehenswertes
Ein Wahrzeichen ist die Schachblume (Fritillaria meleagris), die auch Schachbrettblume oder Kiebitzei, genannt wird und im Gemeindewappen enthalten ist.
Bei Hetlingen queren zwei Hochspannungsleitungen die Elbe (Elbekreuzung 1 und Elbekreuzung 2). Die Strommasten sind mit 227 m Höhe die höchsten Europas. Weil die Stromkabel wegen der Streckenlänge stark durchhängen und große Schiffe die Elbe passieren, mussten die Masten so außerordentlich hoch gebaut werden.
Zwischen der Haseldorfer Binnenelbe und dem Elbufer befinden sich große Teile des Naturschutzgebietes Haseldorfer Binnenelbe mit Elbvorland im Gemeindegebiet von Hetlingen. Im Südosten des Gemeindegebietes liegen Teile der Landschaftsschutzgebiete Pinneberger Elbmarschen und LSG des Kreises Pinneberg. Fast das gesamte Gemeindegebiet südlich und westlich der Ortschaft Hetlingen mit Ausnahme der Hetlinger Schanze sind Teil des europäischen NATURA 2000-Schutzgebietes FFH-Gebiet Schleswig-Holsteinisches Elbästuar und angrenzende Flächen.

## Bekannte Hetlinger
- Wilhelm König (1884–um 1945), Politiker (SPD/KPD), Abgeordneter des Preußischen Landtages
- Helmut Plüschau (1934–2025), Politiker (SPD)
- Rolf Zuckowski (* 1947), Kinderliedermacher
- Klaus Glashoff (* 1947), Professor der Mathematik und Vizepräsident der Universität Hamburg 1980–1982
- Barbara Ostmeier (* 1961), schleswig-holsteinische Politikerin (CDU) und Abgeordnete des Schleswig-Holsteinischen Landtags
- Nisse Lüneburg (* 1988), deutscher Springreiter

## Patenschaft
Als erste Gemeinde Deutschlands übernahm Hetlingen im Mai 2008 die Patenschaft für das von Rolf Zuckowski 2003 gegründete Projekt Elbkinderland, dessen Vorhaben es ist, die musische Förderung von Kindern und Jugendlichen an der Elbe zu fördern.

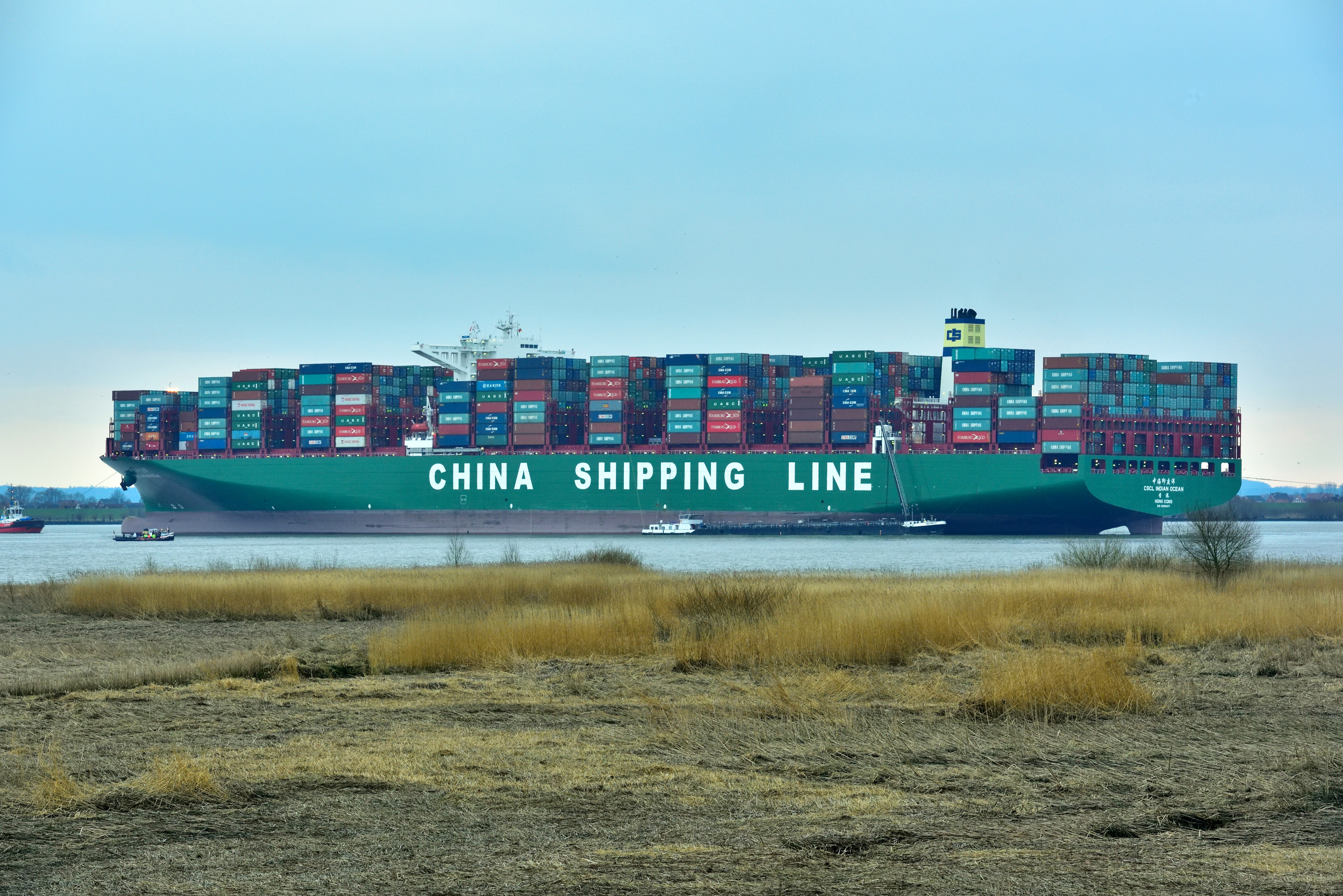
Das aufgelaufene Containerschiff CSCL Indian Ocean bei Hetlingen

## Trivia
Am 10. Dezember 2015 wurden im Klärwerk des Abwasserzweckverbandes Südholstein 25.000 Liter gefälschter Tequila vernichtet, den der Zoll zuvor im Hamburger Hafen beschlagnahmt hatte. Dazu reisten zahlreiche Vertreter Mexikos, unter anderem Patricia Espinosa Cantellano, die mexikanische Botschafterin in Deutschland, und Miguel Angel Dominguez Morales, der Präsident des Tequila-Regulierungsrates in Mexiko, an.
Anfang Februar 2016 erlangte Hetlingen nationale Aufmerksamkeit, als das große Containerschiff „CSCL Indian Ocean“ nach einem Defekt der Ruderanlage in der Elbe vor Hetlingen havarierte. Nach mehreren vergeblichen Versuchen konnte das Schiff am 9. Februar bei einer Springtide freigeschleppt werden. Tausende Schaulustige strömten nach Hetlingen, um sich das havarierte Schiff anzusehen. Dies führte zeitweise zu einem Verkehrschaos in und um Hetlingen.

## Galerie

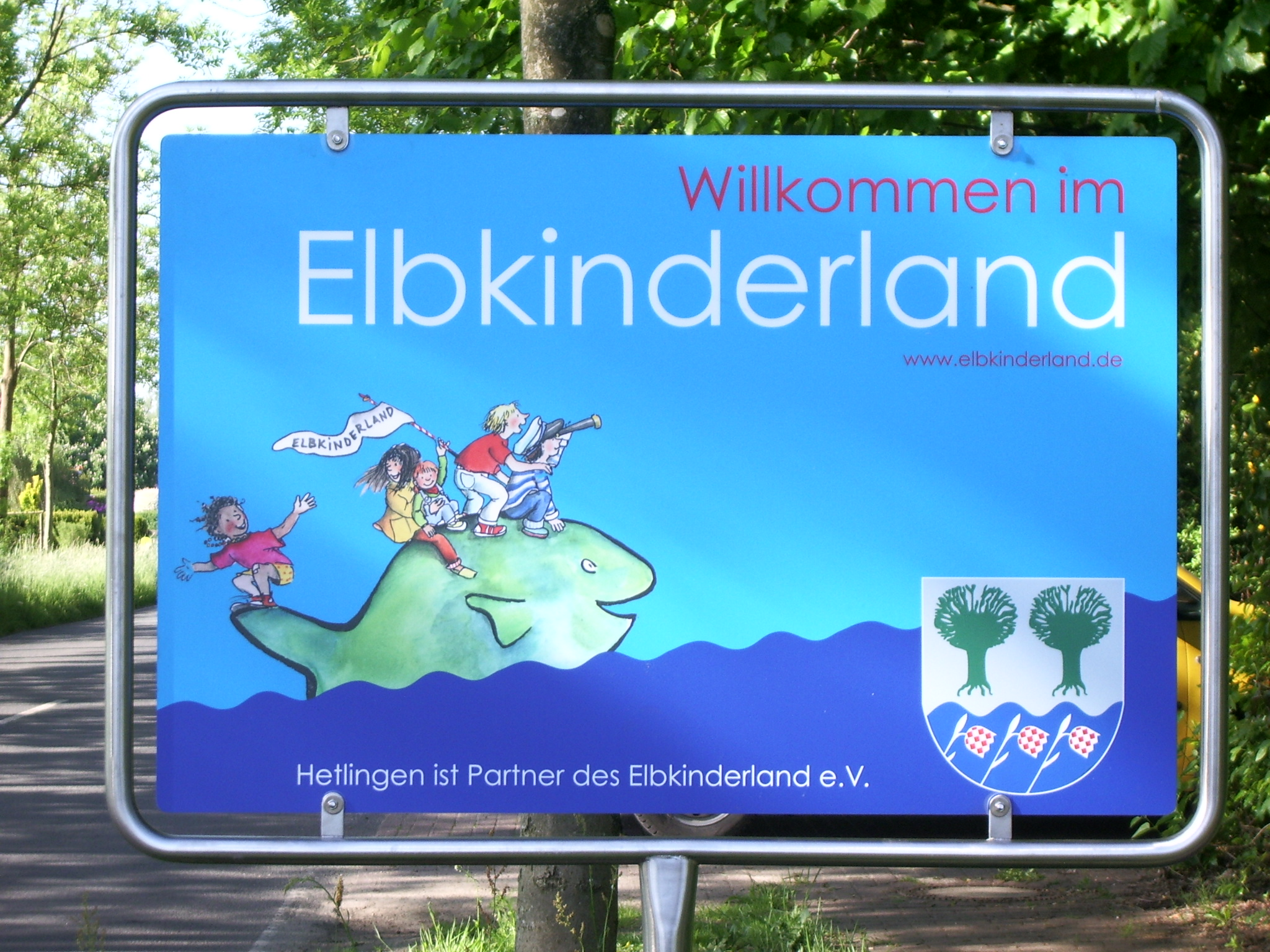
Willkommen im Elbkinderland
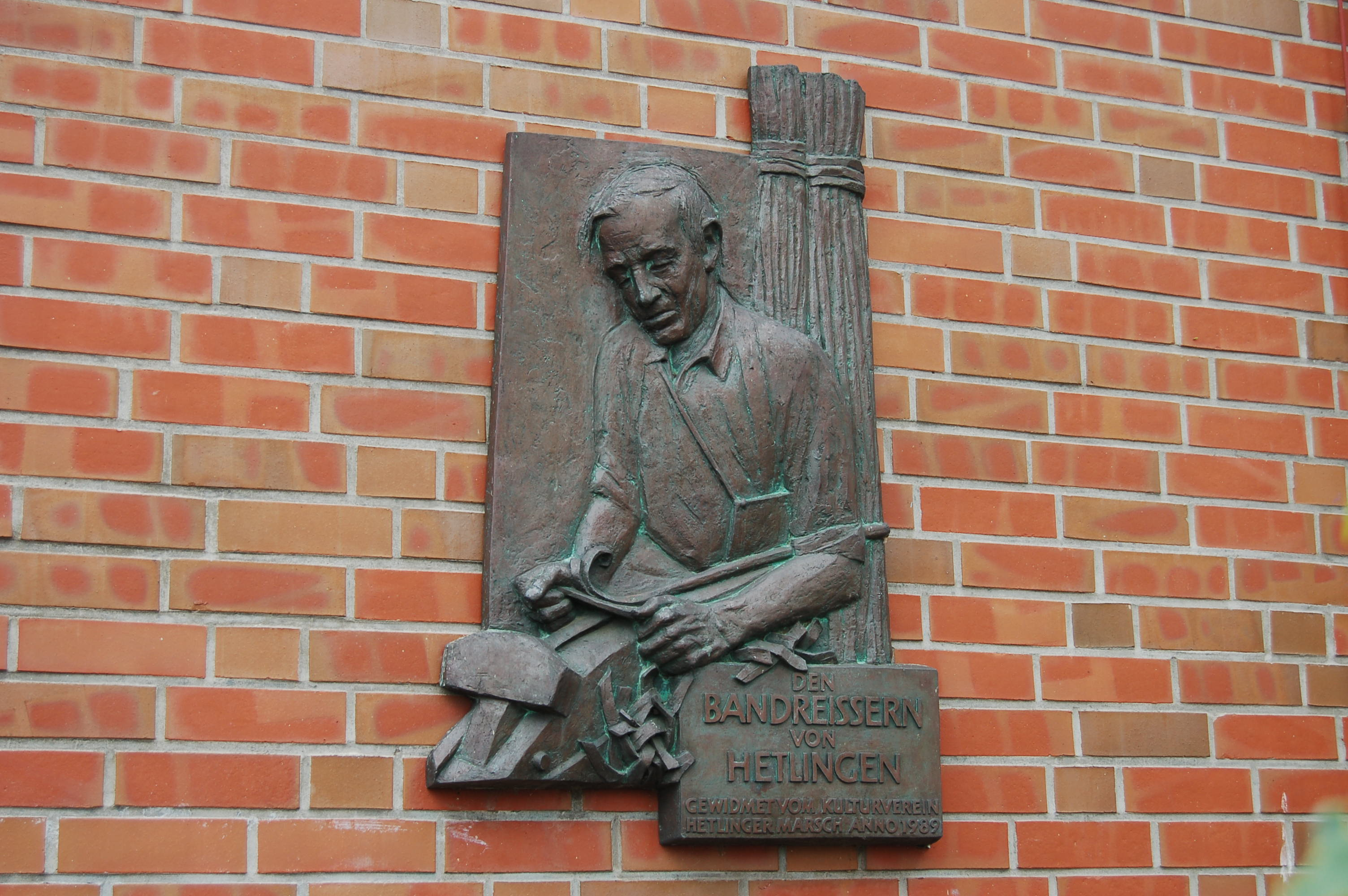
Das Relief erinnert an den längst ausgestorbenen Beruf der Bandreißer.
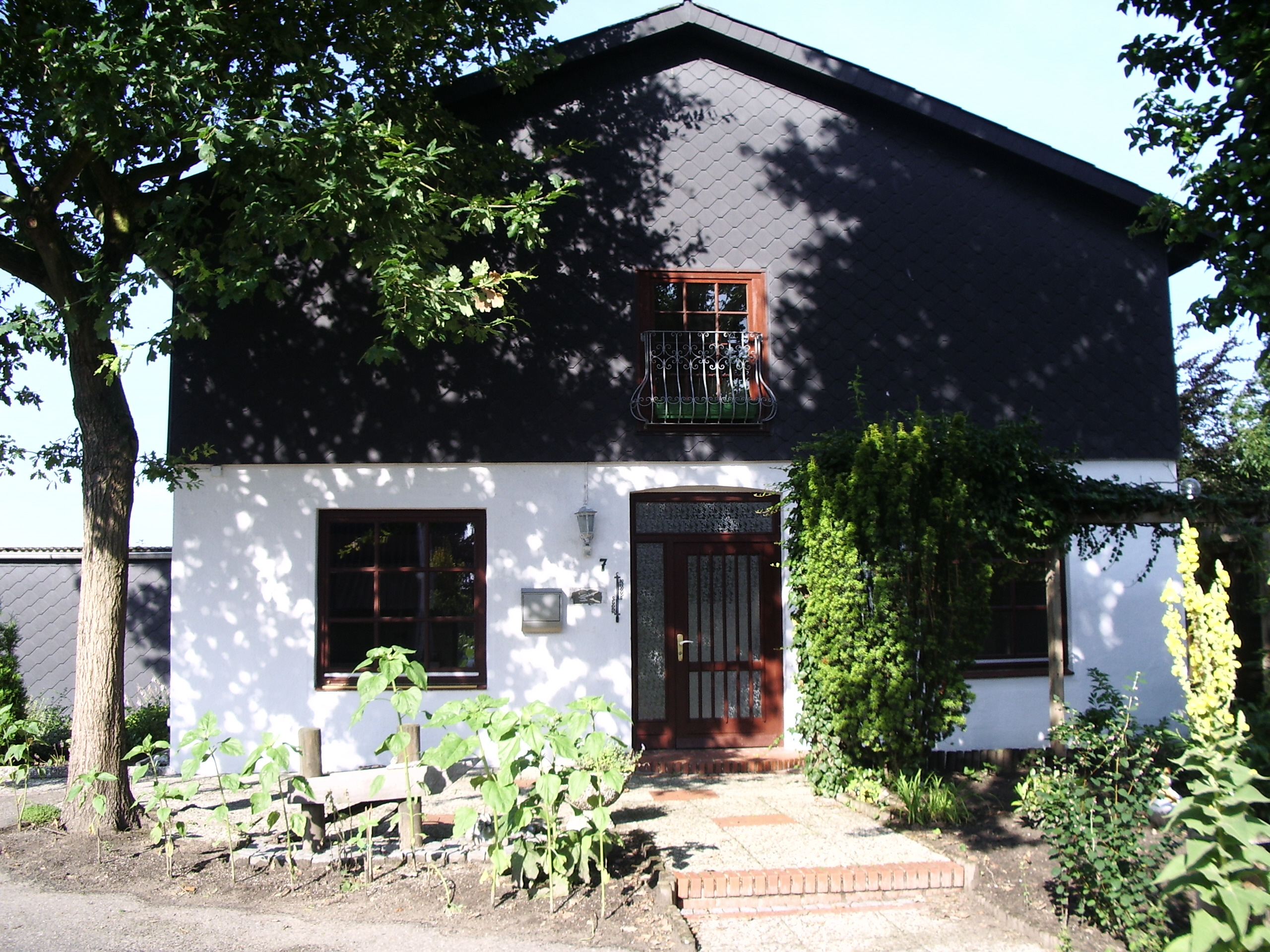
Das älteste Haus von Hetlingen aus dem Jahr 1782 (wurde mehrmals umgebaut)
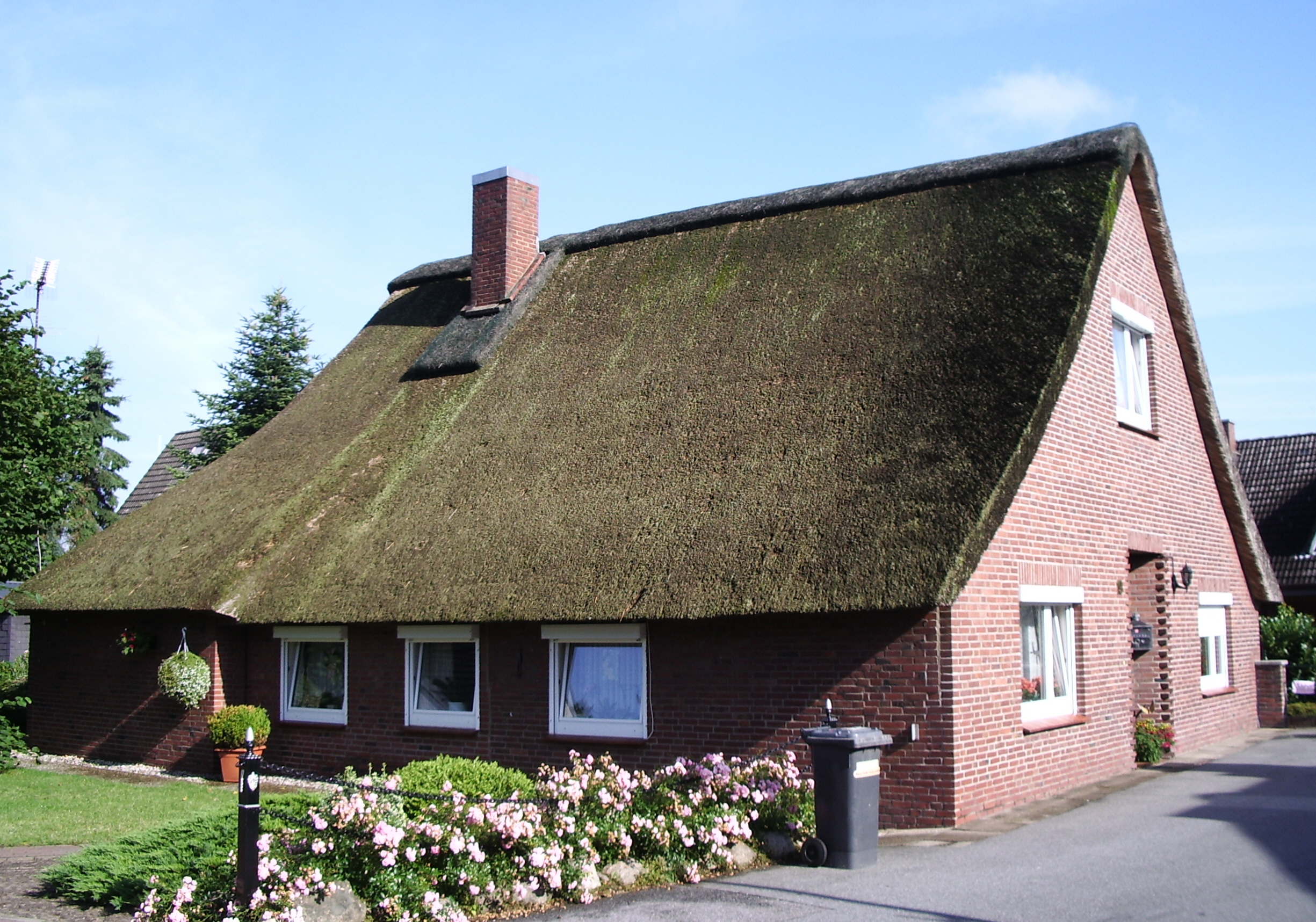
Eins der über 200 Jahre alten Häuser im Cranz
Das sogenannte Schulhaus, in dem nie eine Schule war
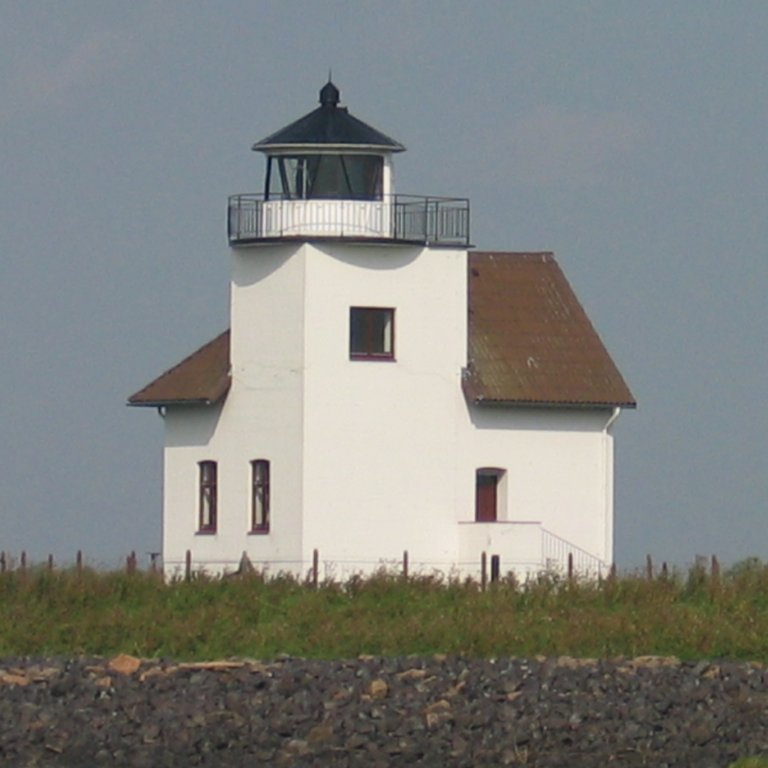
Der Leuchtturm Julssand an der Hetlinger Schanze